# Сепсис
Се́псис (дав.-гр. σῆψις — гниття) — патологічний процес дисфункції органів, в основі якого лежить реакція організму у вигляді синдрому системної запальної відповіді (ССЗВ), яке спричинюють різні інфекційні чинники при наявності бактеріємії. За суттю, сепсис є особливою формою відповіді організму на різні збудники. Органну дисфункцію оцінюють за шкалою SOFA (Sequential Organ Failure Assessment).
Тяжкий сепсис призводить до поліорганної недостатності (СПОН) або дисфункції (СПОД), таких як гостра дихальна недостатність, коагуляційні та інші гематологічні / гемодинамічні порушення, гостра ниркова недостатність, мозкова кома, гостра недостатність надниркових залоз. За наявності серйозних гемодинамічних зрушень при тяжкому сепсисі на тлі низького кров'яного тиску (артеріальної гіпотензії) такий стан називають септичним шоком. При відсутності негайного лікування сепсис призводить до поліорганної недостатності та смерті.

## Історичні відомості
Достовірне описання клінічного перебігу сепсису є в працях Гіппократа, Авіценни та деяких інших лікарів стародавності. Термін «септицемія» вперше запропоновано Піоррі в 1847 році, проте наукове обґрунтування поняття «сепсис» пов'язано з введенням у практику бактеріологічних досліджень, зокрема крові, наприкінці XIX століття.

## Актуальність
Проблема сепсису на сьогодні залишається однією з найактуальніших в сучасній медицині. Згідно з даними, опублікованими в 2020 році, у світі було зареєстровано 48,9 млн випадків і 11 млн смертей, пов’язаних із сепсисом, що становить 20% усіх смертей у світі. Майже половина (20 млн) усіх розрахункових випадків сепсису в усьому світі виникла у дітей віком до 5 років. На кожні 1000 госпіталізованих пацієнтів приблизно у 15 пацієнтів розвинеться сепсис як ускладнення під час отримання медичної допомоги.
Незважаючи на постійне удосконалення терапевтичних технологій, збільшення арсеналу антибактеріальних засобів, показник летальності залишається високим, зокрема і в країнах з розвинутою медичною і соціальною допомогою. Сепсис є глобальною проблемою людства, входячи до першої двадцятки головних причин смерті у цивілізованому світі. Встановлено, що сепсис зустрічається у 17,4 % хворих, які пройшли інтенсивний етап лікування, при цьому в 63,2 % випадків сепсис є ускладненням внутрішньогоспітальних інфекцій. За даними ВООЗ, частота сепсису в індустріально розвинених регіонах планети складає 50-100 випадків на 100 тисяч населення. Тільки в США щорічно реєструють близько 700 тис. випадків сепсису, тобто приблизно 2 тис. випадків щоденно. Септичний шок розвивається у 58 % випадків тяжкого сепсису. Навіть в еру просунутих технологій органної підтримки, летальність при тяжкому сепсисі досягає 45-50 % з коливаннями у різних підгрупах пацієнтів від 30 до 80 %. Сепсис є основною причиною смерті у відділеннях інтенсивної терапії і реанімації некоронарогенного (несерцевого) профілю і займає 11-е місце серед усіх причин смертності населення. Значно зросла роль грамнегативного та грибкового сепсису; щорічно частота збільшується на 10-15 %. Це зумовлено поліпшенням діагностики сепсису, виживаності хворих, широким застосуванням інвазивних методик, збільшенням кількості імуноскомпроментованих осіб, старінням населення.
Сепсис є справжньою мультидисциплінарною проблемою сучасної медицини — в лікуванні хворих на сепсис беруть участь фахівці різного профілю: хірурги, анестезіологи, інфекціоністи, акушер-гінекологи тощо.
Сепсис може бути результатом бактеріального зараження з відомого вогнища запалення (нагноєння), але досить часто вхідні ворота збудника залишаються нез'ясованими. Сепсис може перебігати гостро, іноді блискавично (коли смерть настає упродовж декількох годин або діб) або хронічно.
Клінічні прояви сепсису залежать від збудника, джерела потрапляння інфекції та загального стану імунітету.

## Етіологія
Сепсис можуть спричинити різні бактерії (стафілококи, стрептококи, пневмококи, синьогнійна паличка, клебсієла тощо), гриби (кандидозний сепсис), віруси (зокрема герпесвіруси), найпростіші (генералізована форма токсоплазмозу). Характеризуючи збудника, необхідно звернути увагу на його вірулентність, дозу. Однак іноді сепсис буває обумовлений умовно-патогенною флорою, що тривалий час перебуває на поверхні шкіри або слизових оболонок хворого.

## Патогенез
Визначається складною й тісною взаємодією трьох факторів:
- збудник інфекції;
- стан первинного вогнища інфекції;
- реактивність організму.

Збудники, які спричинюють сепсис, нічим не відрізняються від збудників, що виділяються при інших клінічних формах хвороби. Наприклад, стрептокок спричинює скарлатину, ангіну, пневмонію, бешиху й також сепсис. Виникнення сепсису обумовлене не тільки властивостями самого збудника, скільки станом первинного вогнища інфекції й резистентністю організму. Розвитку сепсису сприяють різні фактори, що пригнічують резистентність макроорганізму. До них можуть відноситися які-небудь захворювання (цукровий діабет, онкологічні, гематологічні), недостатнє харчування (малий вміст білка, вітамінів), опромінення, стрес, тривале застосування імунодепресивних препаратів, кортикостероїдів, цитостатиків.
Для розвитку сепсису необхідно, щоб первинне вогнище було пов'язане із кровоносними або лімфатичними судинами, щоб створювалась можливість гематогенної дисемінації інфекції й формування вторинних септичних вогнищ (метастазів), з яких збудники періодично надходить у кров. Утворення вторинних вогнищ напряму залежить від виду збудника й локалізації первинного вогнища. Наприклад, при стрептококовому сепсисі часто ушкоджуються клапани серця й нирки. Метастази в шкіру й слизові оболонки нерідко супроводжуються геморагіями. Крововиливи в надниркові залози обумовлюють тяжке ураження гемодинаміки через розвиток їхньої гострої катехоламінової недостатності — синдром Вотергауза — Фредеріксена.
Але для виникнення сепсису необхідний спотворений каскад-комплекс імунологічно-запальних реакцій, яке характеризується нині як ССЗВ («systemic inflammatory response syndrome» — SIRS) — системна реакція організму на вплив різних сильних подразників (інфекція, травма, операція тощо), визначається міжнародною медичною спільнотою як сукупність цілком конкретних і досить простих ознак (SIRS-критеріїв), а саме:
- тахікардії > 90 уд/хв;
- тахіпное > 20 в 1 хв або РаСО2 <32 мм рт. ст. на тлі штучної вентиляції легень;
- температури тіла> 38 °C або < 36°С;
- кількості лейкоцитів у периферичній крові > 12x109/л або < 4x109/л або числа незрілих форм клітин > 10 %.

Запуск каскадних реакцій грамнегативними збудниками відбувається завдяки їхнім потужним ендотоксинам. Грампозитивні ж мікроорганізми не містять у своїй клітинній оболонці ендотоксин і спричинюють септичні реакції через інші механізми: компоненти клітинної стінки, такі як пептидоглікан і тейхоєва кислота, стафілококовий протеїн А і стрептококовий протеїн М, що розташовані на поверхні бактеріальних клітин, глікокалікс, екзотоксини.
Розвиток органно-системних ушкоджень при сепсисі в першу чергу пов'язаний з неконтрольованим поширенням з первинного вогнища інфекційного запалення прозапальних медіаторів ендогенного походження, з наступною активацією під їхнім впливом макрофагів, нейтрофілів, лімфоцитів і ряду інших клітин в різних органах і тканинах, з повторним виділенням аналогічних ендогенних субстанцій, пошкодженням ендотелію і зниженням органної перфузії та доставки кисню. Особливе місце серед медіаторів запалення займає цитокінова мережа, яка контролює процеси реалізації імунної та запальної реактивності.

### Патофізіологія
Цей процес при ССЗВ проходить декілька етапів:
- 1-й етап. Локальна продукція цитокінів у відповідь на дію мікроорганізмів.

Цитокіни спершу діють у вогнищі запалення й у лімфоїдних органах, виконуючи в підсумку ряд захисних функцій, беруть участь у процесах загоєння ран, зменшення травматичного пошкодження, захисту клітин організму від патогенних мікроорганізмів.
- 2-й етап. Викидання малої кількості цитокінів до системного кровотоку.

Малі кількості медіаторів здатні активувати тромбоцити, макрофаги, викид з ендотелію судин факторів адгезії, продукцію гормону росту. Розвиток гострофазових реакцій контролюється прозапальними медіаторами та їхніми ендогенними антагоністами (протизапальними медіаторами). За рахунок підтримки балансу і контрольованих взаємовідносин між про- і протизапальними медіаторами у нормальних умовах створюються передумови для загоєння ран, знищення патогенних мікроорганізмів, підтримання гомеостазу.
- 3-й етап. Генералізація запальної реакції.

Однак при сепсисі в разі вираженого запалення певні цитокіни можуть проникати в системну циркуляцію, накопичуючись там у кількостях, достатніх для здійснення своїх ефектів. У разі нездатності регулюючих систем до підтримки гомеостазу деструктивні ефекти цитокінів та інших медіаторів починають домінувати, що призводить до порушення проникності й функції ендотелію капілярів, запуску ДВЗ-синдрому, формування віддалених вогнищ системного запалення, розвитку моно- і поліорганної дисфункції. Факторами системного ушкодження можуть виступати і будь-які порушення гомеостазу, здатні сприйматися імунною системою як такі, що пошкоджують або потенційно можуть пошкоджувати.
Внаслідок розвитку ССЗВ породжується синдром поліорганної недостатності (СПОН), який визначають при наявності дисфункції по 2 системам органів та більше. У результаті дисфункції печінки, нирок, кишечнику з'являються нові фактори впливу, що ушкоджують. Це:
- проміжні та кінцеві продукти нормального обміну у високих концентраціях (лактат, сечовина, креатинін, білірубін);
- накопичені в патологічних концентраціях компоненти й ефектори регуляторних систем (калікреїн-кінінової, згортання, фібринолітичної, перекисного окиснення липідів, нейромедіатори);
- продукти спотвореного обміну (альдегіди, кетони, вищі спирти), речовини кишкового походження типу індолу, скатолу, путресцину.

### Патоморфологія
Патоморфологічні зміни при сепсисі різноманітні. Збіг з анатомічними змінами органів реєструється не завжди. Іноді при бурхливому клінічному перебігу патологоанатомічні знахідки мізерні. У різних тканинах виявляються крововиливи. У серцевому м'язі, в печінці патоморфологічні зміни можуть коливатися від мутного набухання до різко вираженої жирової дистрофії. Ураження ендокарду виявляється у 20 % випадків від дрібних ерозій до значних дефектів. Часто реєструються тромбози вен. Селезінка значно збільшена, дрябла, з розрізу рясний зіскріб сірувато-красної пульпи. Лімфатичні вузли, що є регіональними по відношенню до вогнища, збільшені та дряблі. У легенях виражений набряк, іноді є вогнища пневмонії. Тканина мозку та м'яка мозкова оболона, набряклі, повнокровні. При сепсисі з метастазами гнійні процеси можуть бути в мозку (гнійний менінгоенцефаліт), легенях, нирках та інших органах. Можливий розвиток гнійного плевриту, перитоніту, перикардиту, гнійного випоту в суглоби, флегмон різної локалізації.

## Клінічні прояви
У МКХ-10 сепсис класифікують за етіологічним принципом (стафілококовий, сальмонельозний, диссемінована герпетична хвороба, кандидозна септицемія та ін.).
Наразі за клінічним перебігом у міжнародній медичній практиці виділяють:
- сепсис;
- септичний шок;

Розрізняють також акушерсько-гінекологічний, хірургічний, отоларингологічний, опіковий, одонтогенний, шкірний, криптогенний сепсис.
За тривалістю захворювання виділяють сепсис:
- блискавичний, коли несприятливі наслідки настають в перші 2-3 дні захворювання,
- гострий, коли генералізація запального процесу стає незворотною за 3-7 днів,
- підгострий, що триває до 3 місяців.

Сепсис, на відміну від інших інфекційних хвороб, має ациклічний перебіг. Тяжкий (блискавичний) сепсис перебігає вкрай тяжко з високою летальністю в перші дві доби хвороби. Починається гостро: температура тіла 39,5-40ºС, головний біль, артралгії, міальгії, нудота. Стан прогресивно погіршується. На шкірі з'являється рясний геморагічний висип, крововиливи в слизові оболонки, швидко падає артеріальний тиск, рано збільшуються печінка й селезінка.
Акушерсько-гінекологічний сепсис пов'язаний, найчастіше, із кримінальними абортами. Первинне септичне вогнище локалізується в матці. Хірургічний сепсис може бути абдомінальним, рановим. Отоларингологічний сепсис пов'язаний із гнійними процесами в придаткових пазухах, гнійними отитами та іншими ураженнями ЛОР-органів. Дуже тяжко з високою летальністю перебігає опіковий сепсис. Воротами інфекції при стафілококовому сепсисі частіше є ураження шкіри й підшкірної клітковини (фурункул, карбункул та ін.). Часто спостерігаються вторинні гнійні вогнища в нирки, ендокард, у суглоби. При ранах, опіках III—IV ступеня нерідко розвивається синьогнійний сепсис. Виділення з ран має гнильний характер, вторинні вогнища можуть локалізуватися в легенях, суглобах, сечостатевих органах. Після операцій на органах черевної порожнини, при кримінальних абортах може розвинутися анаеробний сепсис із вторинними метастазами в мозок, печінку, легені (розвиваються абсцеси мозку, печінки, легенів).
Клінічні прояви сепсису різноманітні. Їх складають симптоми загальної інтоксикації й прояви, обумовлені первинним вогнищем. Важливою характеристикою гарячки є її крайня нестабільність навіть протягом доби. Найбільш характерні раптові підйоми температури тіла один або кілька разів протягом доби. Температурна крива може бути послаблювальною або гектичною, з різко вираженим ознобом, що змінюється почуттям жару й пітливістю. Гарячка тримається впродовж довгого часу. Хворі скаржаться на слабкість, головний біль. До кінця першого тижня виявляється гепатолієнальний синдром, можливий висип на шкірі. Відбувається розвиток СПОН:
- Для серцево-судинної системи критеріями недостатності при сепсисі є падіння систолічного артеріального тиску (АТ) ≤ 90 мм рт. ст. або середнього АТ ≤ 70 мм рт. ст. протягом не менше 1 години, незважаючи на корекцію гіповолемії.
- Для сечовидільної системи такими критеріями недостатності при сепсисі є сечовиділення <0,5 мл/кг/год протягом 1 години при адекватному волемічному заповненні або підвищення рівня креатиніну в 2 рази від нормального значення.
- Для респіраторної системи — це респіраторний індекс (PaO2/FiO2) ≤ 250, або наявність білатеральних інфільтратів на рентгенограмі, або необхідність проведення штучної вентиляції легень (ШВЛ).
- Для печінки такими критеріями є збільшення рівня білірубіну вище 20 мкмоль/л упродовж 2 днів або підвищення активності амінотрансфераз у 2 рази і більше від норми.
- Для системи згортання крові — це кількість тромбоцитів <100 000 мм3 або їх зниження на 50 % від найвищого значення упродовж 3 днів.
- Для ЦНС — це бал за шкалою ком Глазго менше 15.
- Про дисфункцію метаболічної системи свідчить pH<7,3, дефіцит основ ≥ 5,0 мк/л.

Для характеристиці сепсису за тяжкістю проявів вкрай важливо оцінити ознаки органно-системної дисфункції. Поява цих ознак констатує факт поширення інфекційно-запальної реакції за межі первинного інфекційного вогнища із залученням у патологічний процес органів-мішеней, що визначає прогноз стану пацієнта і вибір тактики лікування. При розвитку СПОН сепсис автоматично вважається тяжким і прогноз для життя пацієнта різко погіршується. Оцінка за шкалою SOFA здійснюється 1 раз на добу. Інфекція плюс 2 та більше балів за цією шкалою (вище вихідних значень) є критеріями сепсису у пацієнтів у ВРІТ. Важливо пам'ятати, що ця шкала не застосовується у дітей молодше 12 років.
Рефрактерним септичним шоком вважають такий, при якому зберігається артеріальна гіпотензія, незважаючи на адекватну інфузію, застосування інотропної і вазопресорної підтримки.

## Фактори, що ускладнюють перебіг
Гостра недостатність надниркових залоз, ДВЗ-синдром, гострий респіраторний дистрес-синдром, гостра ниркова недостатність.

## Діагностика
Робочою групою руху Surviving Sepsis Campaign, метою якого є розробка та оновлення рекомендацій щодо лікування сепсису та септичного шоку, визнано, що сепсис — це синдром без прийнятних станом на 2016 рік критеріїв для проведення стандартного діагностичного тесту, немає жодного процесу, який дозволяв би виміряти перемінні визначення сепсису та септичного шоку.
Діагноз сепсису ґрунтується на таких ознаках:
- Клінічні прояви інфекційного захворювання або виділення збудника з крові.
- Наявність ССЗВ із виникненням СПОН.
- Ознаки порушення тканинної перфузії: гіперлактатемія > 1 ммоль/л, симптом уповільненого заповнення капілярів, мармуровість кінцівок.
- Лабораторні маркери системного запалення (підвищення в крові рівня прокальцитоніну, С-реактивного протеїну, а також інтерлейкінів (IL) -1, 6, 8, 10 і фактора некрозу пухлини (TNF)).

Визначення рівня прокальцитоніну в крові було раніше основним для діагностики сепсису, проте згідно з сучасними уявленнями, цей показник не відповідає рівню «золотого стандарту» для діагностики захворювання і повинен оцінюватися разом з іншими критеріями. Концентрація його підвищується через 2-3 години від початку хвороби та складає > 2 нг/мл. Зокрема концентрація прокальцитоніну у дітей складає при генералізованій бактеріальній інфекції в середньому 29,7 нг/мл, локальному вогнищі — 0,1 — 4,9 нг/мл, вірусній інфекції — 0 — 1,5 нг/мл. Важливим показником є рівень лактату, збільшення якого більше 2 ммоль/л у поєднанні з прогресуючою артеріальною гіпотензією на тлі адекватної інфузійної та вазопресорної підтримки є підставою для встановлення діагнозу септичного шоку.

## Лікування
Повинне бути комплексним. Ефективна інтенсивна терапія сепсису можлива тільки за умови повноцінної санації (часто хірургічними методами) вогнища інфекції та адекватної антимікробної терапії. Неадекватна стартова антимікробна терапія — незалежний фактор ризику смерті хворих із сепсисом. Разом з тим підтримка життя хворого, попередження та усунення органної дисфункції неможливі без проведення цілеспрямованої інтенсивної терапії: внутрішньосудинна детоксикація, адекватна підтримка функцій органів та систем. Це включає й гемодіаліз (при нирковій недостатності), механічну вентиляцію легень (при дихальній недостатності), переливання препаратів крові, медикаментозну гемодинамічну корекцію. При необхідності парентеральне харчування особливо при тривалому перебігу хвороби.
Основними моментами у веденні пацієнтів із сепсисом є:
- рання діагностика;
- цілеспрямована негайна гемодинамічна підтримка;
- раннє та ефективне лікування інфекційного вогнища;
- ад'ювантна терапія;
- респіраторна вентиляція з низьким тиском;
- контроль глікемії;
- адекватна харчова підтримка.

Багато пунктів зазначеної стратегії ефективні тільки в ранні терміни захворювання, і своєчасна діагностика є одним з наріжних каменів, займаючи ключове місце у лікуванні.

### Етіотропне лікування
Необхідно призначити якомога раніше, не пізніше 1-ї години з моменту виказування підозри на наявність сепсису. Затримка з призначенням адекватного антибактеріального препарату/тів пацієнтам на 1 годину призводить до зростання ризику смерті хворого на 7,6 %. Застосовують високі дози антибіотиків для створення достатньої концентрації препарату як у крові, так і у вогнищах інфекції. Важливо визначити чутливість збудника до антибіотиків. Правильний вибір антибіотика є одним з найважливіших при лікуванні хворих сепсисом. При лікуванні сепсису з невстановленим первинним вогнищем інфекції слід призначати не менше двох антибіотиків різних класів, спрямованих на найбільш імовірних бактеріальних збудників. Необхідно враховувати умови виникнення інфекції: позалікарняна або нозокоміальна. При позалікарняному характері сепсису препаратами вибору можуть бути цефалоспорини ΙΙΙ і ΙV покоління, фторхінолони. Препаратами вибору при лікуванні нозокоміального сепсису є карбапенеми, як препарати, що мають найбільш широкий спектр активності й до яких внутрішньолікарняні штами грамнегативних бактерій мають низьку резистентність. При лікуванні хворих з анаеробним сепсисом найкращі результати дає метронідазол, лінкоміцин, кліндаміцин. Протигрибкова активність притаманна амфотерицину В, флуконазолу. При генералізованій герпетичній хворобі призначають ацикловір, ганцикловір, фамцикловір. Етіотропна терапія проводиться до досягнення стійкої позитивної динаміки стану пацієнта й зникнення основних симптомів сепсису. При відсутності стійкої клініко-лабораторної відповіді протягом 5-7 днів необхідне проведення додаткового обстеження для виявлення ускладнень або септичного вогнища іншої локалізації. Після виділення збудника чи збудників слід звузити емпіричну антибіотикотерапію відповідно до чутливості виділеного (деескалація). Тривалість антибіотикотерапії в більшості випадків не повинна перевищувати 10 діб. Дослідження рівня прокальцитоніну може використовуватися щодо визначення необхідності припинення антибіотикотерапії, скорочення її тривалості. Не рекомендовано використання комбінованої антибактерійної терапії для рутинного лікування нейтропенічного сепсису.
Одночасно з прямими етіотропними засобами можна використовувати препарати пасивної імунотерапії: імуноглобулін нормальний для внутрішньовенного введення. При стафілококовому сепсисі — протистафілококовий імуноглобулін, більш швидкий ефект дає внутрішньовенне введення протистафілококової плазми. Для лікування сепсису, який обумовлений грамнегативними бактеріями, застосовують препарат, що містить моноклональні антитіла проти ендотоксину грамнегативних бактерій.

### Інфузійна терапія
Належить до головних первинних заходів підтримки гемодинаміки і першочергово серцевого викиду. Основними завданнями інфузійної терапії у хворих на сепсис є:
- відновлення адекватної тканинної перфузії,
- нормалізація клітинного метаболізму,
- корекція розладів гомеостазу,
- зниження концентрації медіаторів септичного каскаду і токсичних метаболітів.

При тяжкому сепсисі та септичному шоку необхідно прагнути швидкого досягнення (за перші 6 годин після госпіталізації) цільових значень наступних параметрів:
- центральний венозний тиск 8-12 мм рт. ст.,
- середній АТ > 65 мм рт. ст.,
- діурез 0,5 мл/кг/год, гематокрит більше 30 %,
- сатурація крові не менше 70 %.

Використання цього підвищує виживаність при септичному шоку і тяжкому сепсисі. Обсяг інфузійної терапії слід підтримувати так, щоб тиск заклинювання в легеневих капілярах не перевищував колоїдно-онкотичного тиску плазми, щоб уникнути набряку легенів, і супроводжувалося підвищенням серцевого викиду.
Для інфузійної терапії в рамках цілеспрямованої інтенсивної терапії практично з однаковим результатом застосовують кристалоїдні та колоїдні інфузійні розчини. Для адекватної корекції венозного повернення і рівня переднавантаження потрібно значно більші обсяги (в 2-4 рази) інфузії кристалоїдів, ніж колоїдів, що пов'язано з особливостями розподілу розчинів між різними секторами. Крім того, інфузія кристалоїдів більше пов'язана з ризиком набряку тканин, а їхній гемодинамічний ефект коротший, ніж у колоїдів. Проте кристалоїди не впливають на коагуляційний потенціал і не провокують анафілактоїдних реакцій. У зв'язку з цим якісний склад інфузійної програми має визначатися особливостями клінічного перебігу сепсису в пацієнта: ступенем гіповолемії, фазою ДВЗ-синдрому, наявністю периферичних набряків і рівнем альбуміну крові, тяжкістю гострого ушкодження легень.
Слід використовувати внутрішньовенне введення кристалоїдів з розрахунку щонайменше 30 мл / кг маси тіла протягом перших 3 годин. Вводять кристалоїдні розчини (0,9 % NaCl, Рінгера лактату чи Рінгера — Локка, 5-10 % глюкози). При вираженому зменшенні об'єму циркулюючої крові показані плазмозамінники (декстрани, желатиноль). Після проведення початкової інфузійної терапії (ресусцитації) рекомендовано проводити переоцінку обсягу подальших інфузій на підставі частої повторної оцінки гемодинамічного статусу пацієнта. Підвищення рівня лактату сироватки крові розглядається як маркер гіпоперфузії тканин, його нормалізація визначає ефективність проведення інтенсивної терапії.
У ранній термін у зв'язку з тромбогеморагічним синдромом призначається гепарин у межах від 20 до 80 тисяч ОД на добу. Гепаринізацію проводять під контролем клінічних проявів і коагулограми. Застосування кріоплазми показано при коагулопатії споживання і зниження коагуляційного потенціалу крові. Мінімальна концентрація гемоглобіну для хворих з тяжким сепсисом повинна бути в межах 90-100 г/л.
Трансфузія еритроцитарної маси рекомендована за умови зниження концентрації гемоглобіну <7,0 г/дл у дорослих пацієнтів за відсутності протипоказань. Еритропоетин не застосовується для лікування анемії у хворих на сепсис. Свіжозаморожену плазму не слід використовувати для корекції порушень системи згортання крові за відсутності ознак кровотечі або запланованих інвазивних процедур. Профілактична трансфузія тромбоцитів показана, якщо їх кількість <10×109/л, за відсутності явної кровотечі й при кількості <20×109/л, якщо пацієнт має суттєвий ризик кровотечі. Більш високий рівень тромбоцитів ≥50×109/л рекомендується підтримувати при активній кровотечі, операції або інвазивних процедурах.
Низький перфузійний тиск вимагає негайного застосування препаратів, що збільшують судинний тонус, і / або інотропну функцію серця. Дофамін і / або норадреналін є препаратами першочергової корекції артеріальної гіпотензії у хворих з септичним шоком. Застосування дофаміну як альтернативного вазопресорного препарату може мати місце у пацієнтів з низьким ризиком розвитку тахіаритмій та/або абсолютною брадикардією. Добутамін повинен розглядатися як препарат вибору для збільшення серцевого викиду та доставки й споживання кисню при нормальному чи підвищеному рівні переднавантаження за умови адекватної інфузійної терапії. Завдяки переважної дії на β1-рецептори добутамін більшою мірою, ніж допамін, сприяє підвищенню цих показників. Використання адреналіну повинно бути обмежено лише випадками повної рефрактерності до інших катехоламінів або необхідністю підтримки цільового показника систолічного артеріального тиску та зниження дози норадреналіну. З цією ж метою можна застосовувати вазопресин до 0,03 од/хв.
Вкрай важливим напрямом лікування сепсису є респіраторна підтримка. Показання до проведення штучної вентиляції легень (ШВЛ) при тяжкому сепсисі визначаються розвитком паренхіматозної дихальної недостатності: при зниженні респіраторного індексу нижче 200 показані інтубація трахеї і початок респіраторної підтримки. Одним з ефективних методів оптимізації газообміну є проведення ШВЛ у положенні на животі. При респіраторному індексі вище 200 показання визначаються індивідуально.
Проведення штучної живильної підтримки є вкрай необхідним компонентом лікування і входить до комплексу обов'язкових лікувальних заходів. Нутрітивна підтримка розглядається як метод, що запобігає розвитку тяжкої білково-енергетичної недостатності на тлі вираженого гіперкатаболізму і гіперметаболізму. Включення ентерального харчування в комплекс інтенсивної терапії запобігає транслокації мікрофлори з кишечнику, розвитку дисбіозу, підвищує функціональну активність ентероциів і захисні властивості слизової оболонки, знижуючи ступінь ендотоксикозу та ризик виникнення вторинних інфекційних ускладнень. З метою профілактики всмоктування токсичних метаболітів з кишечнику до кровотоку застосовують ентеросорбенти. Необхідним аспектом інтенсивної терапії тяжкого сепсису є постійний контроль рівня глікемії і інсулінотерапія.
Наразі не пропонується використовувати внутрішньовенно гідрокортизон для лікування пацієнтів з септичним шоком, якщо є адекватним введення рідини (ресусцитація) і терапія вазопресорами разом здатні стабілізувати гемодинаміку. Якщо ж цього не відбулося, то доцільним є додавання гідрокортизону в дозах 0,24-0,3 г на добу протягом 5-7 днів, що дозволяє прискорити момент стабілізації гемодинаміки, припинення судинної підтримки і знизити летальність у популяції хворих з відносною наднирковою недостатністю. Разом з тим доведено, що необхідно відмовитися від необґрунтованого емпіричного призначення преднізолону та дексаметазону. Застосування глюкокортикостероїдів за відсутності септичного шоку та/або ознак адреналової недостатності на тлі сепсису є необґрунтованим. Разом з тим при окремих інфекційних захворюваннях з септичним перебігом, коли розвивається подібний до септичного шоку інфекційно-токсичний, часто є необхідність їх застосування.
Останнього часу хороший ефект з великим ступенем доказовості продемонстрував препарат α-дротрекогін (активований протеїн С), якій має антикоагулянтну, профібрінолітичну та антизапальну властивість. Його вводять у дозі 0,24 г/кг/год.
Використовуються методи екстракорпоральної детоксикації: гемосорбція, плазмаферез. При виникненні тяжкого ступеня ниркової недостатності при тяжкому сепсисі показаний гемодіаліз.
З метою профілактики стресових виразок у травному тракті обов'язково застосовують інгібітори протонної помпи або блокатори H2-гістамінових рецепторів. Призначають також препарати, що інгібують протеоліз.

### Особливості лікування можливого сепсису при коронавірусній хворобі 2019
При виборі інфузійної терапії при підозрі на розвиток сепсису при коронавірусній хворобі 2019 (COVID-19) перевагу слід віддавати кристалоїдним розчинам як на початковому етапі терапії сепсису / септичного шоку (дорослим вводять не менше 30 мл / кг маси тіла ізотонічного кристалоїда: фізіологічний розчин і розчин Рінгера лактатний у перші 3 години), так і в подальшому для поповнення обсягу внутрішньосудинної рідини. Як основне доповнення до розчинів кристалоїдів можуть бути використані розчини альбуміну, однак не рекомендується застосовувати гідроксиетилкрохмаль для заміщення об'єму внутрішньосудинної рідини, що пов'язане з підвищеним ризиком смерті та гострим ураженням нирок порівняно з кристалоїдами. Гіпотонічні (на відміну від ізотонічних) розчини менш ефективні для збільшення внутрішньосудинного об'єму. Надмірне введення рідини може призвести до об'ємного перевантаження, включаючи виникнення дихальної недостатності. Якщо немає реакції на введення рідини і з'являються ознаки перевантаженості об'ємом: здуття яремної вени, крепітація при аускультації легенів, набряк легенів на рентгенівських знімках або гепатоспленомегалія (збільшення печінки та селезінки) у дітей, то слід зменшити або припинити введення рідини. Це вкрай важливо тоді, коли відсутня механічна вентиляція легень.
Лікування сепсису вимагає призначення антибіотиків, нерідко по декілька, згідно з існуючими правилами його лікування. Але ВООЗ стурбована тим, що загрозлива тенденція наростання в світі резистентності мікроорганізмів до антибіотиків надалі буде підживлюватися нераціональним їх використанням під час пандемії COVID-19. Докази свідчать, що лише незначна частка пацієнтів із коронавірусною хворобою 2019 потребує антибактеріальної терапії для лікування подальших бактеріальних інфекцій і сепсису, через що ВООЗ видала вказівки не надавати антибіотикотерапію чи профілактику антибіотиками пацієнтам із легким або середньотяжким клінічним перебігом коронавірусної хвороби 2019 якщо немає клінічних показань для цього.
За відсутністю ефекту від внутрішньовенної дезінтоксикаційної терапії для підтримки середнього артеріального тиску≥65 мм рт. ст. до терапії слід додати вазоактивні препарати (вазопресори). Норадреналін є препаратом вибору першої лінії вазопрессоров, можливо додавання адреналіну до норадреналіну з метою підвищення середнього артеріального тиску до цільового рівня, а також додавання вазопресину (до 0,03 одиниць / хвилину) з метою зменшення дози норадреналіну. Якщо центральні венозні катетери недоступні, вазопресори можна вводити через периферичну вену, але використовувати при цьому вену великого діаметру та ретельно стежити за ознаками екстравазації і локального некрозу тканин. Якщо відбувається екстравазація, слід припинити введення. Вазопресори також можна впорскувати через внутрішньокісткові голки. Як альтернатива норадреналіну у пацієнтів з низьким ризиком тахіаритмії, з абсолютною чи відносною брадикардією як вазопресорний препарат може бути призначений дофамін. Для стабілізації гемодинаміки при адекватному водному навантаженні та достатній вазопресорній терапії не показано призначення внутрішньовенно глюкокортикостероїдів. Тільки в разі того, що незважаючи на проведені заходи, стабілізація не настає, можливе призначення гідрокортизону в дозі 0,2 г / добу.
У більшості хворих із септичним шоком виникає тяжка вазоплегія і виразна недостатність міокарда. Для цієї групи пацієнтів існує потенційна можливість отримання користі від застосування глюкокортикостероїдів. Проте шок на тлі тяжкої гіпоксемії та респіраторної недостатності нерідко є наслідком підвищеного внутрішньогрудного тиску (особливо під час інвазивної вентиляції), що перешкоджає кровонаповненню міокарда, а не є наслідком вазоплегії. Тому в подібних клінічних ситуаціях призначення глюкокортикостероїдів не є корисним для хворого.
Антибіотикопрофілактику можливого сепсису не слід проводити всім хворим на коронавірусну хворобу 2019, винятком можуть бути пацієнти з тяжкими супутніми захворюваннями: цукровий діабет у фазі декомпенсації, імуносупресія та імунодефіцит, у хворих, що перебувають на ШВЛ.

## Профілактика
Ґрунтується на своєчасному і правильному лікуванні гнійно-запальних вогнищ, що можуть запустити розвиток сепсису. Велику роль у цьому відіграє санітарно-просвітня робота, коли пояснюється небезпека самолікування і необхідність раннього звернення за медичною допомогою при дрібних травмах стопи і кисті, запальних процесах різної локалізації (панариції, фурункули тощо). Велике профілактичне значення має рання і правильна обробка випадкових ран, повноцінне лікування різних гнійних захворювань. Певна роль у профілактиці сепсису належить і своєчасної санації вогнищ хронічної інфекції в організмі (хронічний тонзиліт, отит, синусит, карієс тощо). Необхідне суворе дотримання асептики при різних медичних втручаннях. Раннє призначення окремим ризиковим по виникненню сепсису категоріям людей (малюки, похилий вік, особи з відомими певними генетичними факторами, тяжкими супутніми захворюваннями, особи, що отримували імуносупресивну терапію тощо) етіотропних засобів навіть при початковому легкому перебігу тих чи інших інфекційних захворювань.